# Арчер, Фредерик
Фредерик Арчер (англ. Frederic Archer; 16 июня 1838, Оксфорд — 22 октября 1901, Питтсбург) — британско-американский дирижёр, органист и композитор.
С девятилетнего возраста пел в церковном хоре, в 1852—1856 гг. органист Мертон-колледжа в Оксфордском университете. Затем учился игре на органе в Лейпцигской консерватории, выступал в Германии. В 1862 году дал серию концертов в Лондоне, в Альберт-холле и в Хрустальном дворце. Выступал на постоянной основе в лондонском Александра-паласе (более 2000 концертов) и в Паноптиконе в Глазго, в это же время начал пробовать себя как дирижёр, в 1878—1880 гг. руководил в Глазго хоровым коллективом, для которого осуществил аранжировки ряда шотландских песен.
С 1881 года жил и работал в США, первоначально как органист Плимутской церкви в Бруклине, где служил Генри Уорд Бичер. Затем с 1882 года в церкви Воплощения Господня на Манхэттене. В 1885 году начал выпускать музыкальную газету The Keynote. В 1886 году выступил на музыкальном фестивале в Торонто. Во второй половине 1880-х гг. работал в Бостоне, в 1887—1888 гг. возглавлял Бостонский ораториальный хор. В первой половине 1890-х работал в Чикаго и Милуоки.
В 1895 году обосновался в Питтсбурге, первоначально как органист питтсбургского Карнеги-холла. В 1896 году возглавил новосозданный Питтсбургский симфонический оркестр; под началом Арчера коллектив добился определённых успехов, но уже в 1898 году Арчер потерял свой пост из-за растущего недовольства публики его нежеланием работать с местными исполнителями и композиторами.
Арчеру принадлежит ряд пьес для органа, в том числе Большая фантазия, Концертные вариации, Триумфальный марш и т. д., кантата «Рог короля Витлафа» (англ. King Witlaf's Drinking Horn, по одноимённому стихотворению Генри Лонгфелло), камерные, фортепианные, вокальные и хоровые сочинения. В 1875 году он выпустил книгу «Орган: теоретическое и практическое пособие» (англ. The Organ: a theoretical and practical treatise), в 1889 году опубликовал учебник игры на фисгармонии (англ. A Complete Method for the American Reed Organ).
Умер от рака желудка.